# نادیده گرفتن گیاهان

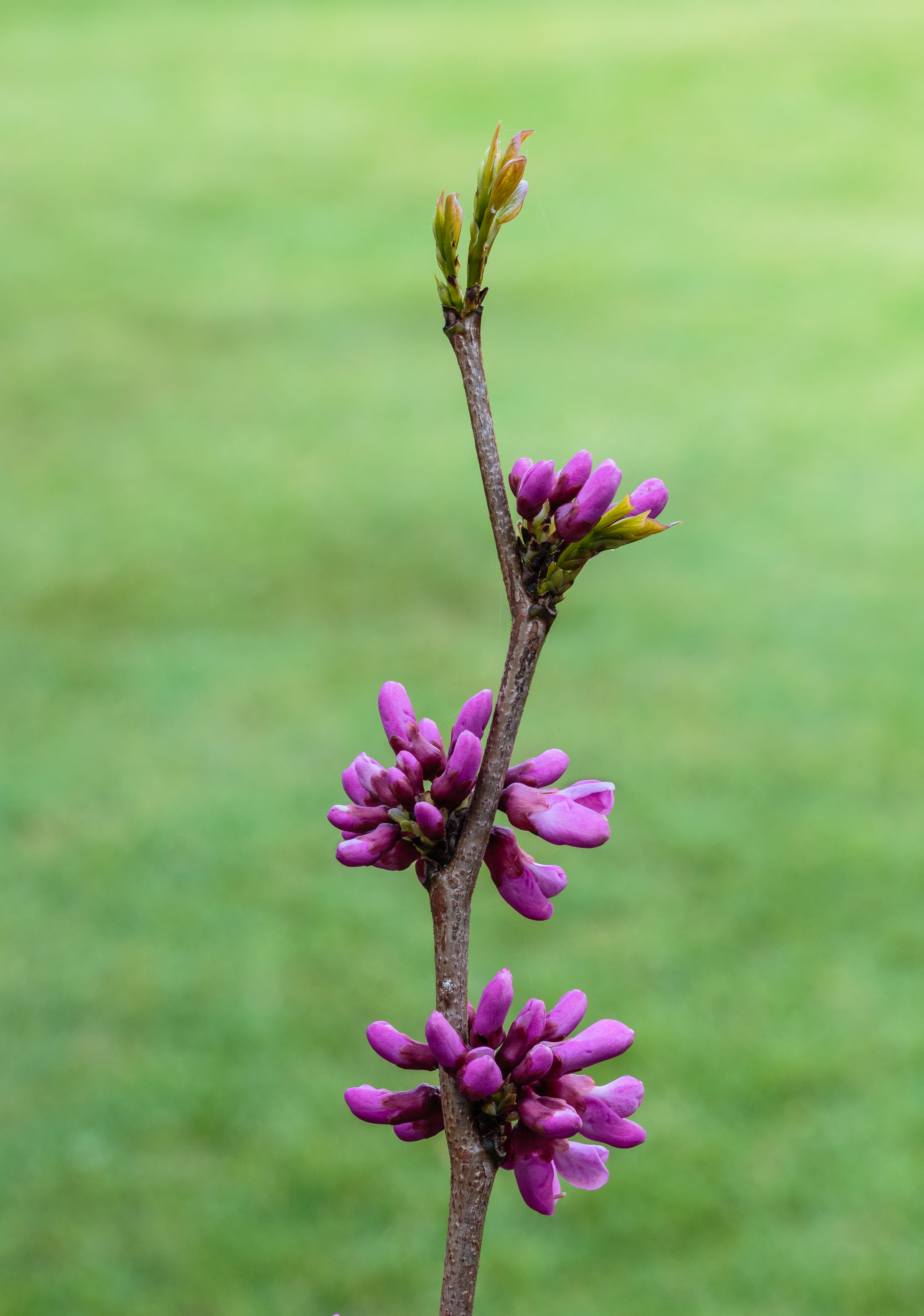
بنفشه جنگلی کانادایی.

نادیده گرفتن گیاهان یا کوری به گیاهان (به انگلیسی: Plant blindness) یک شکل غیررسمی پیشنهادشده از سوگیری شناختی است که در گسترده‌ترین معنای آن، تمایل انسان به نادیده گرفتن گونه‌های گیاهی است. این شامل پدیده‌هایی مانند عدم توجه به گیاهان در محیط پیرامون، نداشتن درک اهمیت زندگی گیاهی برای کل زیست‌کره و امور انسانی، دیدگاه فلسفی گیاهان به‌عنوان شکل پست‌تری از زندگی نسبت به جانوران و/یا ناتوانی در درک ویژگی‌های منحصر به فرد یا زیبایی‌شناسی گیاهان. واژه‌های وابسته شامل بی‌توجهی به گیاهان، باغ وحش‌محوری، و باغ وحش شوونیسم است.